# فرنسيس جاي كلارك
فرنسيس جاي كلارك (بالإنجليزية: Francis J. Clark)‏ هو عسكري أمريكي، ولد في 22 أبريل 1912 في قرية وايتهال في الولايات المتحدة، وتوفي في 20 أكتوبر 1981 في Salem, New York ‏ في الولايات المتحدة.